# Тарбаганчик
Тарбаганчикът (Pygeretmus pumilio) е вид дребни бозайници от семейство Тушканчикови (Dipodidae).

## Разпространение
Разпространен е в Централна Азия – Китай, Иран, Казахстан, Монголия, Русия.